# Vestido de casamento de Lady Diana Spencer
O vestido de casamento de Lady Diana Spencer foi um vestido de tafetá de seda e renda antiga cor marfim, com cauda de 7,62m, e véu de tule de 140 metros, avaliado então em £ 9.000 (equivalente a US$ 34.750 em 2019). Ele foi usado no casamento de Diana com Charles, Príncipe de Gales, em 29 de julho de 1981, na Catedral de São Paulo, em Londres, Inglaterra. 
O vestido foi desenhado pelo casal de estilistas David e Elizabeth Emanuel.
Tornou-se um dos vestidos mais famosos do mundo, e foi considerado um dos segredos mais bem guardados da história da moda.